# Z-20 Karl Galster
Z-20 Карл Гальстер (нем. Z-20 «Karl Galster») — немецкий эскадренный миноносец типа 1936.
Назван в честь капитан-лейтенанта Карла Гальстера, командира миноносца S-22, погибшего вместе со своим кораблём, подорвавшимся на мине у Терсхеллинга 26 марта 1918 года.
Заложен 14 сентября 1937 года на верфи фирмы «Deutsche Schiff und Maschinenbau AG» в Бремене. Спущен на воду 15 июня 1938 года и 21 марта 1939 года вступил в строй. После вступления в строй был приписан к 4-му дивизиону эскадренных миноносцев Кригсмарине. По состоянию на сентябрь 1939 года бортовой № 42.

## История службы
С октября 1939 года по январь 1940 года действовал в Северном море и Балтийских проливах, участвуя в минно-заградительных операциях у восточного побережья Великобритании.
Участвовал в минных постановках в районе устья реки Хамбер 17 — 18 октября 1939 года, в районе устья реки Темза 12 — 13 ноября 1939 года и в районе Ньюкастла 10 — 11 января 1940 года. На минах, выставленных в устье Темзы, подорвались британский минный заградитель «Эдвенчер» и эскадренный миноносец «Бланш», последний затонул
1 декабря 1939 года вошёл в состав 3-й флотилии эскадренных миноносцев Кригсмарине.
В марте-апреле 1940 года проходил ремонт.
В июне 1940 года участвовал в операции «Юно». С сентября по декабрь 1940 года базировался и действовал в Западной Франции.
С декабря 1940 года по апрель 1941 года находился в ремонте, после ремонта, до ноября 1941 года действовал в Арктике.
С декабря 1941 года по май 1942 года был в очередном ремонте, после которого совершил переход в Норвегию. После прибытия в Норвегию 3 июля 1942 года налетел на подводную скалу в Вестфьорде и снова попал в ремонт до ноября 1942 года.
С декабря 1942 года по март 1943 года действовал в Скагерраке и Каттегате. В марте 1943 года вернулся для дальнейшего похождения службы в Норвегию. До ноября 1943 года действовал в норвежском секторе Арктики, участвовал в операции «Цитронелла».
С ноября 1943 года по апрель 1944 года находился в очередном ремонте. После окончания ремонта, до мая 1945 года, продолжал службу в районе Балтийских проливов. Капитулировал в Киле 9 мая 1945 года и перешёл под контроль британских войск.
5 ноября 1945 года отошёл по репарациям к СССР, 5 ноября 1945 года был зачислен в ВМФ СССР, а 1 февраля 1946 года был передан представителям вооружённых сил Советского Союза.
13 февраля 1946 года был введен в Балтийский флот как эскадренный миноносец «Прочный», с местом базирования в Лиепае. 30 ноября 1954 года переформирован в плавучую казарму, которой 28 декабря 1954 года было присвоено наименование «ПКЗ-99». 25 июня 1956 года исключен из списков ВМФ СССР и передан ОФИ для разделки на металл.

## Командиры корабля
| Имя и звание                                    | Время службы                   |
| ----------------------------------------------- | ------------------------------ |
| корветтен-капитан Теодор Фрайхерр фон Махенхайм | 21 марта 1939 — 3 августа 1942 |
| корветтен-капитан/фрегаттен-капитан Фро Хармсен | 4 августа 1942 — 4 января 1945 |
| фрегаттен-капитан Куно Шмидт                    | 5 января 1945 — 10 мая 1945    |